# Cis z Llangernyw

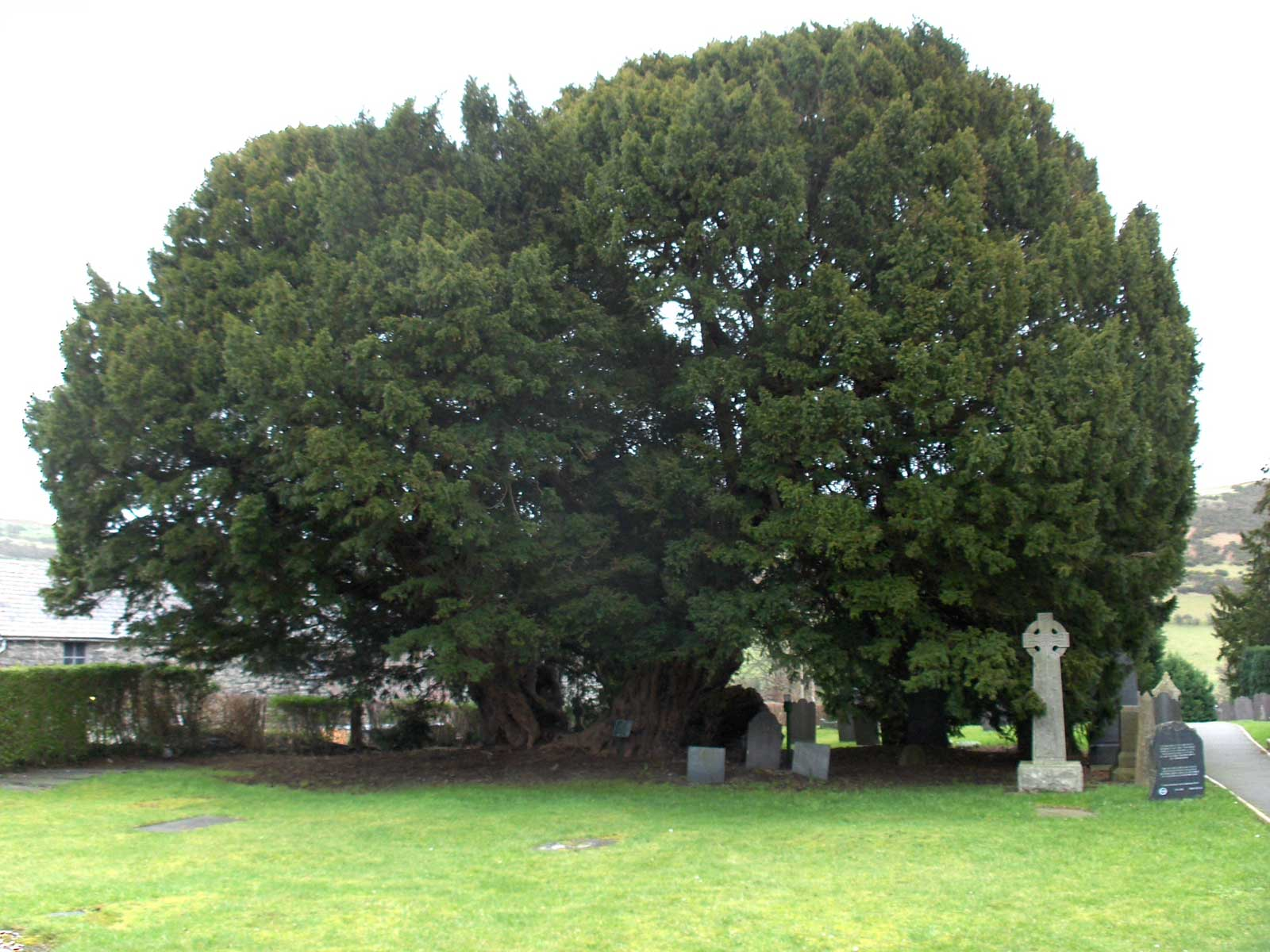
Llangernyw Yew

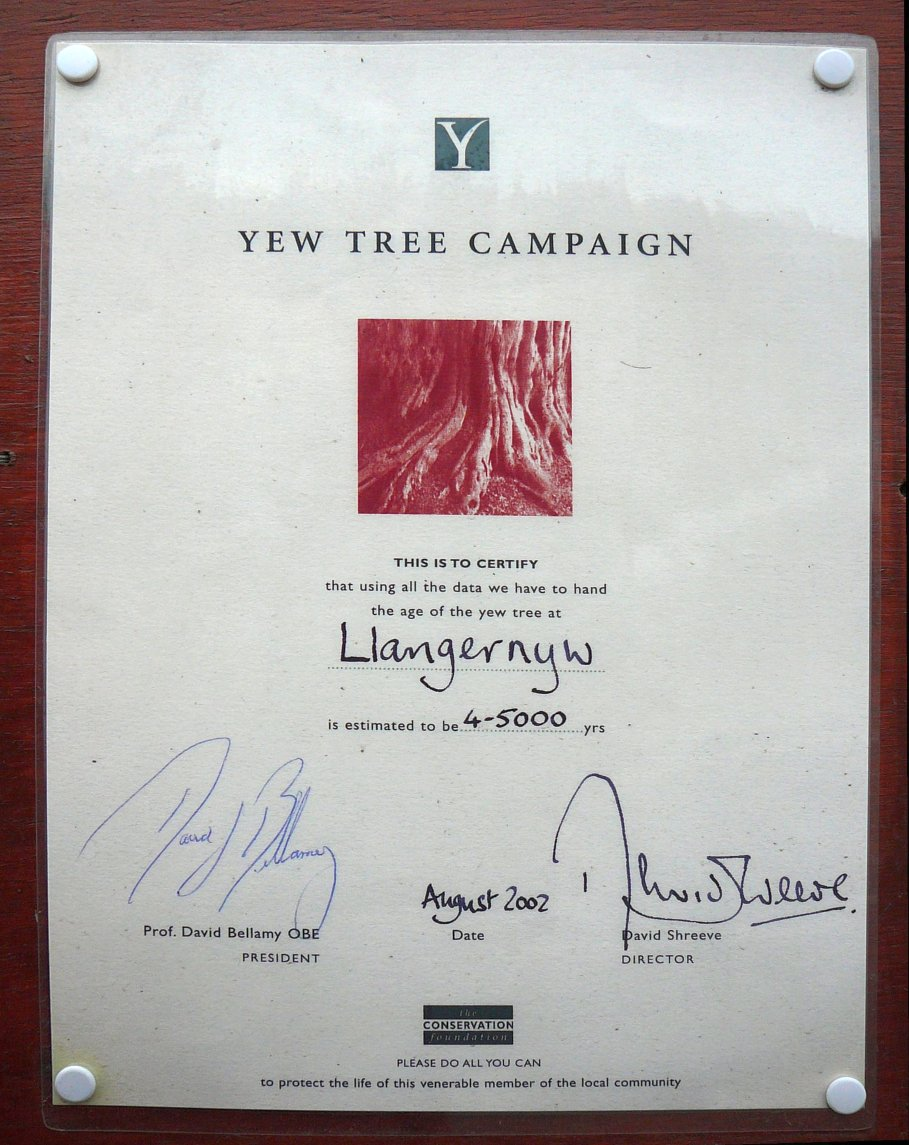
Świadectwo określające wiek drzewa na pomiędzy cztery a pięć tysięcy lat

Cis z Llangernyw (ang. Llangernyw Yew) − okaz cisa pospolitego rosnący przy kościele św. Dygaina we wsi Llangernyw w hrabstwie Conwy w Walii, liczący według niektórych źródeł przynajmniej cztery tysiące lat.
Ocena wieku cisów jest niezwykle trudna z powodu wypróchnienia pnia starych okazów i jego powstania w wyniku zrastania się pierwotnie wielu pni jednowiekowych. Przypisywany temu okazowi wiek sięgający czterech tysięcy lat jest najwyraźniej odległy od prawdy, bowiem ma on prawdopodobnie ok. 1,5 tysiąca lat.
Niezależnie od kłopotów z precyzyjnym ustaleniem wieku jest to jedno z najstarszych znanych żyjących drzew na świecie, czasem nawet uznawane za najstarsze lub drugie najstarsze (po cisie z Fortingall) w Europie. W odróżnieniu od wielu innych starych drzew nie jest otoczone żadnymi murami i turyści mogą je oglądać bez żadnych przeszkód.
Cis z Llangernyw znajduje się na liście 50 Znaczących Brytyjskich Drzew (50 Great British Trees).
Według miejscowej legendy drzewo zamieszkuje zły duch, znany jako Angelystor, który w noc Halloween przepowiada mieszkańcom wioski, czyja śmierć nadchodzi w najbliższym roku.